# Indra
|  | Aquest article tracta sobre el déu Indra. Si cerqueu l'empresa, vegeu «Indra (empresa)». |

Indra era el déu principal de la primitiva religió vèdica (prèvia a l'hinduisme) a l'Índia. Apareix com un heroi i figura central en el llibre Rigveda (vers el segle XI aC). És considerat el déu de l'atmosfera i del cel visible. Indra, dins la mitologia hinduista és el rei dels déus o deves i senyor del cel i la deïtat principal de la primitiva religió hinduista vèdica.
També se'l pot anomenar Saudharmakalpa en la tradició del jainisme. Considerat el déu de la guerra, la atmosfera, el cel visible, la tempesta i el llamp, que era representat com una espasa amb ondulacions (en forma de llamp). Es designa com a patró de la casta guerrera ària, per la religió vèdica. Fill del déu-pare del cel (Dyaus) i la deessa-terra (Prthiví), a conseqüència dels seus atributs de lideratge com la força o el valor que el caracteritzaven, va ser denominat rei dels déus. La seva esposa s'anomena Indrani que encarna el poder i es troba dins del grup de les vuit mares.

## Representació
Se'l representa amb la seva vahana (vehicle o muntura) sobre l'elefant Airavata, que representa el núvol d'allà on Indra fa caure la pluja. La seva arma és el llamp. Se l'acostuma a representar amb dos o quatre braços. Alguns dels seus atributs són el ganivet del llamp (vajra) i el bastó acabat en punta. Quan se’l representa amb quatre braços, els altres dos restants formen gestos de promesa de protecció i de concessió dels desitjos.
La seva pell és blanca o groguenca i el seu cos està cobert per ulls que permeten que pugui veure tot allò que succeeix al món. També és el déu regent de la pupil·la de l'ull dret, mentre que en l'ull esquerre es representat per la seva esposa, Indrani, també anomenada Shachi. L'explicació d'aquests ulls la trobem en una maledicció-benedicció del savi Gotama: es diu que Indra havia seduït la seva dona, Ajalia (Ahalya), i Gotama l'hauria castigat. El savi el va disciplinar i li va posar tot de vagines que estaven adherides per tot el cos, però després de molta penitència per guanyar el seu perdó, Gotama va decidir canviar les vagines per ulls. Aquests eren disposats arreu del cos i li atorguen omnisciència, ho pot veure tot.

### Atributs
Posteriorment, a l'hinduisme anirà perdent importància en la literatura post-vèdica i es convertirà en el rei de tots els semidéus (déus inferiors) i superat per altres déus que esdevindran els més importants; Brama, Vixnu i Xiva. Seguirà sent considerat un personatge poderós però se li atribuiran alguns mals hàbits com l'adulteri, l'embriagament o fins i tot es dirà que molestava els monjos mentre meditava per por que els éssers humans poguessin arribar a ser més poderosos que ell. En les escriptures hinduistes s'explica la por que tenia Indra de perdre el seu poder, en alguns episodis quan s'assabenta que un ésser humà com Vishuámitra feia moltes austeritats per tal de guanyar karma perquè se li permetés ascendir al cel en la posterior reencarnació, envià tot un seguit d'apsares, Urvashí, Rambhà o Menakà, per tal que aquestes el seduïssin i perdés l'avenç místic que havia guanyat fins al moment.
Un altre simbolisme iconogràfic alternatiu per ell, inclou un llaç, representat de vegades com un arc de Sant Martí, una espasa, una xarxa, un forat, un ganxo o una petxina. El tro s'anomena Bhaudhara. En el període post-vèdic, va dirigir un gran elefant blanc de quatre canyes anomenat Airavata. A les escultures i altres obres d'art plàstiques que es troben en els temples, se'l situa normalment al costat d'un elefant o el més a prop possible.
En les tradicions de Shatapatha Brahmana i Xactisme, es diu que Indra és la mateixa deessa Shodashi (Tripura Sundari) i la seva iconografia es descriu similar a la d'Indra.

## Orígens
Se'l pot classificar com una deïtat que es troba afí amb altres déus indoeuropeus, com Thor, Zeus i Perun, entre d'altres, on comparteixen parts de les seves mitologies heroiques. També és mencionat entre els déus dels Mitanni, un poble hurrita que va governar al nord de Síria entre 1.500 i el 1.270 aC.
En el total de 250 himnes presents al Rigveda el déu Indra és considerat el déu suprem. Així mateix, es tracta d'una de les divinitats vèdiques més elogiades distingit com un déu heroic.
Tant el déu Indra com el déu Thor presenten diverses similituds: tots dos són els déus de les tempestes amb el poder i control dels llamps i els trons; tots dos són representats amb un mantell o peces de similitud significativa. No només això, sinó que comparteixen el fet de ser protectors de la humanitat, gegants benvolents, que estan associats a la força i es consideren líders heroics.

## El vedisme

### «Rig-veda»
Indra, junt amb el déu Varuna i el déu Mitra, és un dels Aditias, els déus principals que constitueixen en les lectures Rig-veda.
És conegut sobretot pels seus poders i per ser el responsable de matar el gran mal simbòlic, un tipus d'Asura malvolent. Aquest mal s'anomena Vritra i cometia actes malignes com obstrucció de la prosperitat i de la felicitat humana. Indra fou la deïtat encarregada de derrotar aquest ésser malèvol i ho va fer a través de les seves forces enganyoses fent servir la pluja i el sol com a elements afiliats a la humanitat. Se'l va dotar de l'embriagadora beguda soma, obtinguda a partir de la premsa d'una planta, quan el sol ja havia dessecat la terra i l'aridesa amenaçava les vides humanes. Aquesta beguda era coneguda per donar una força incalculable, però poc a poc va patir alifacs fins que va cedir als dimonis que només podien ser combatuts pels déus hinduistes més importants. Per aquest motiu poc a poc va perdre poder i finalment es va convertir en el protector del punt cardinal de l'est.
Freqüentment, al Rigveda el trobem anomenat com a "Shakrá", poderós. Al període vèdic, entre els segles XV i VII aC, és sabut que el nombre de déus era un total de 33 i el déu Indra n'era el senyor, Traias-trimsa-pati. També se'l pot trobar anomenat sota el nom de Vasavá (senyor dels déus Vasus), atès que el Brijadaraniaka-upanishad enumera els déus com els vuit Vasus, els onze Rudras, els dotze Aditias, Indra i Prayapti Brahma.
A l'edat dels Vedanta (c. segle III a.C) Indra va esdevenir el prototip de tots els déus i com a rei també se'l podia anomenar Mānavendra (senyor dels homes). El déu Rama, (l'heroi del Ramaiana) va ser citat sota el nom de Raghavendra (el senyor dels Rághavas). Per tant, l'Indra original també es va anomenar Devendra (senyor dels déus). Tot i així, els noms que corresponen a Shakrá i Vasavá, només van ser utilitzats per Indra original.
Encara que els textos moderns s'adhereixin al nom de Indra, els textos hinduistes tradicionals (els Vedes, les Epopeies i els Puranes) utilitzen el nom d'Indra, Śakrá i Vasavá indistintament i amb la mateixa freqüència.
Indra es presenta sovint com el germà bessó del déu Agni (déu del foc), que va ésser una deïtat vèdica important. També forma part d'una de moltes trinitats vèdiques com "Agni, Indra i Súrya" representant els aspectes de l'existència del pensament hindú "creador-mantenidor-destructor".

### Textos post-vèdics
En els textos post-vèdics, Indra es representa com un déu hedonista intoxicat, la seva importància disminueix potencialment i evoluciona cap a una deïtat menor en comparació amb altres divinitats del panteó hindú com Xiva, Vixnu o Devi. Als textos hindús, Indra és conegut moltes vegades amb un aspecte de Xiva. Es representa com el pare de Vali al Ramayana i Arjuna al Mahabharata. Es converteix en una font de pluges molestes a les Puranes, guiat per la ira i amb la intenció de ferir la humanitat. Però Krixna com a avatar de Vixnu, arriba al rescat aixecant el mont Govardhana amb la punta dels seus dits i deixant a la humanitat aixoplugar-se sota la muntanya fins a esgotar la ira d'Indra i el seu relleu. També, segons el Mahabharata, Indra es va disfressar de brahmin, es va apropar a Karna i li va demanar el seu kavach i kundal com a caritat. Tot i ser conscient de la seva veritable identitat, Karna va despendre el seu kavach i kundal i va complir el seu desig.

## Budisme
En la cosmologia budista, se situa al déu Indra per sobre del Mont Sumeru, al cel de Trayastrimsha. Resideix i governa sobre els sis regnes del renaixement; el regne de deves del Samsara, molt popular en la tradició budista. El renaixement al regne d'Indra és conseqüència d'un karma molt bo i d'una sèrie de mèrits acumulats durant la vida humana.
A la tradició budista, Indra és conegut comunament pel nom de Śakra o Sakka, com a governador del cel de Trayastrimsha. Els textos budistes també fan referència a Indra amb nombrosos noms i epítets, com en el cas dels textos hindús i jains. Per exemple, en el Buddhacarita d'Asvaghosha, en diferents seccions es refereix a Indra amb termes com "el dels mil ulls", Puramdara, Lekharshabha, Mahendra, Marutvat, Valabhid i Maghavat. Aquesta varietat de noms reflecteixen un gran solapament entre el budisme, l'hinduisme i l'aportació de molts conceptes i terminologia vèdica en el pensament budista. Fins i tot, el terme Śakra (poderós), apareix en els textos vèdics com a l'himne 5.34 del Rigveda.
En algunes escoles del budisme i l'hinduisme, la imatge de la xarxa d'Indra és una metàfora del buit de totes les coses, alhora, una metàfora de la comprensió de l'univers com una xarxa de connexions i interdependències.
Al Japó, Indra és una de les dotze divinitats deva, com una deïtat guardiana que es troba als temples budistes o al seu voltant com a deïtat protectora d'aquests. Els altres dotze deves del budisme que hi ha al Japó i parts del sud-est asiàtic són: Agni (Ka-ten), Yama (Enma-ten), Nirrti (Rasetsu-ten), Vayu (Fu-ten), Ishana (Ishana-ten), Kubera (Tamon-ten), Varuna (Sui-ten), Prithvi (Chi-ten), Surya (Nit-ten) i Chandra (Gat-ten).

## Jainisme
En la mitologia jaina, Indra sempre serveix als professors de Tirthankara. Indra apareix freqüentment en històries relacionades amb Tirthankaras, on el propi Indra gestiona i celebra els cinc esdeveniments propis de la vida Tirthankara, com ara Chavan kalyanak, Janma kalyanak, Diksha kalyanak, Kevala Jnana kalyanak i moksha kalyanak.
Existeixen un total de seixanta-quatre Indres a la literatura jaina, cadascun d'ells sobre els regnes celestials diferents on les ànimes celestials que encara no han guanyat Kaivalya (moksha) reneixen, segons el jainisme. Entre tots aquestes figures d'Indra, el governant del primer cel Kalpa és l'Indra conegut amb el nom de Saudharma a Digambara i Sakra, en la tradició Śvētāmbara. És el més estimat, discutit i representat sovint en les coves jains i en els temples de marbre, sovint acompanyat per la seva dona Indrani. Aquestes històries relacionades amb Indra són promulgades per laics en la tradició del jainisme durant la puja (culte) especial o records festius.